# NGC 2990
NGC 2990 (другие обозначения — UGC 5229, MCG 1-25-21, ZWG 35.51, ARAK 214, IRAS09436+0556, PGC 28026) — спиральная галактика (Sc) в созвездии Секстант.
Этот объект входит в число перечисленных в оригинальной редакции «Нового общего каталога». Включён с обозначением Ark 214 в каталог галактик с высокой поверхностной яркостью
С галактикой ассоциирован радиоисточник с угловой полушириной 60′ и плотностью потока 0,19 ± 0,9 янских на частоте 3,66 ГГц.  К западу от галактики на расстояниях 3′ и 1′ обнаружены два радиоисточника с потоками на 3,66 ГГц с потоками ~200 и ~250 мЯн соответственно, однако их связь с галактикой не доказана.